# Придніпрянське (Дніпровський район)
Придніпря́нське — село в Україні, у Любимівській сільській громаді Дніпровського району Дніпропетровської області. Населення за переписом 2001 року становить 107 осіб.

## Географія
Село Придніпрянське розміщене на відстані 1 км від смт Іларіонове (Синенльниківський район) і за 2 км від села Любимівка. Селом протікає пересихаючий струмок.

## Назва
Колишня назва: Татарка, також Прозорівка.

## Історія
1886 року тут мешкало 479 осіб, було 75 дворів, школа. Село Татарка входила до Любимівської волості Новомосковського повіту.
На чисельності населення сильно позначився після будівництва залізниці відтік до станції Іванівка (сучасне Іларіонове) і потім, з будівництвом Придніпровської ТЕС до Придніпровська.
Приблизна чисельність населення на 1989 рік — 140 осіб.
Біля села розташовані численні кургани бронзової доби

## Населення

### Мова
Розподіл населення за рідною мовою за даними перепису 2001 року:
| Мова                | Відсоток |
| ------------------- | -------- |
| українська          | 77,6%    |
| російська           | 21,5%    |
| інші/не визначилися | 0,9%     |